# Amt Ostseestrand

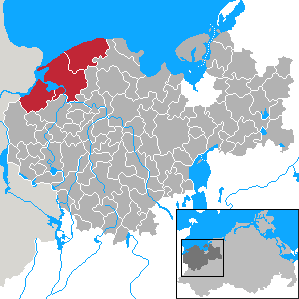
Amt Ostseestrand im Landkreis Nordwestmecklenburg

Im Amt Ostseestrand im Landkreis Nordwestmecklenburg in Mecklenburg-Vorpommern waren die fünf Gemeinden Stadt Dassow, Harkensee, Kalkhorst, Pötenitz und Selmsdorf zur Erledigung ihrer Verwaltungsgeschäfte zusammengeschlossen. Der Sitz der Amtsverwaltung befand sich in Dassow. Am 1. Januar 2004 wurde die Gemeinde Kalkhorst in das Amt Klützer Winkel eingegliedert. Die vormals selbständigen Gemeinden Harkensee und Pötenitz wurden am 13. Juni 2004 in die Stadt Dassow eingemeindet. Das Amt bestand von 1992 bis zur Auflösung am 1. Januar 2005. Die verbleibende Gemeinde Selmsdorf sowie Dassow wurden in das Amt Schönberger Land überführt.